# Font-Romeu-Odeillo-Via
Font-Romeu-Odeillo-Via (Catalaans: Font-romeu, Odelló i Vià) is een gemeente in het Franse departement Pyrénées-Orientales (regio Occitanie). De plaats maakt deel uit van het arrondissement Prades. In de gemeente ligt spoorwegstation Font-Romeu-Odeillo-Via. Font-Romeu-Odeillo-Via telde op 1 januari 2022 1.770 inwoners.

## Geografie
De oppervlakte van Font-Romeu-Odeillo-Via bedroeg op 1 januari 2022 29,6 vierkante kilometer; de bevolkingsdichtheid was toen 59,8 inwoners per km².

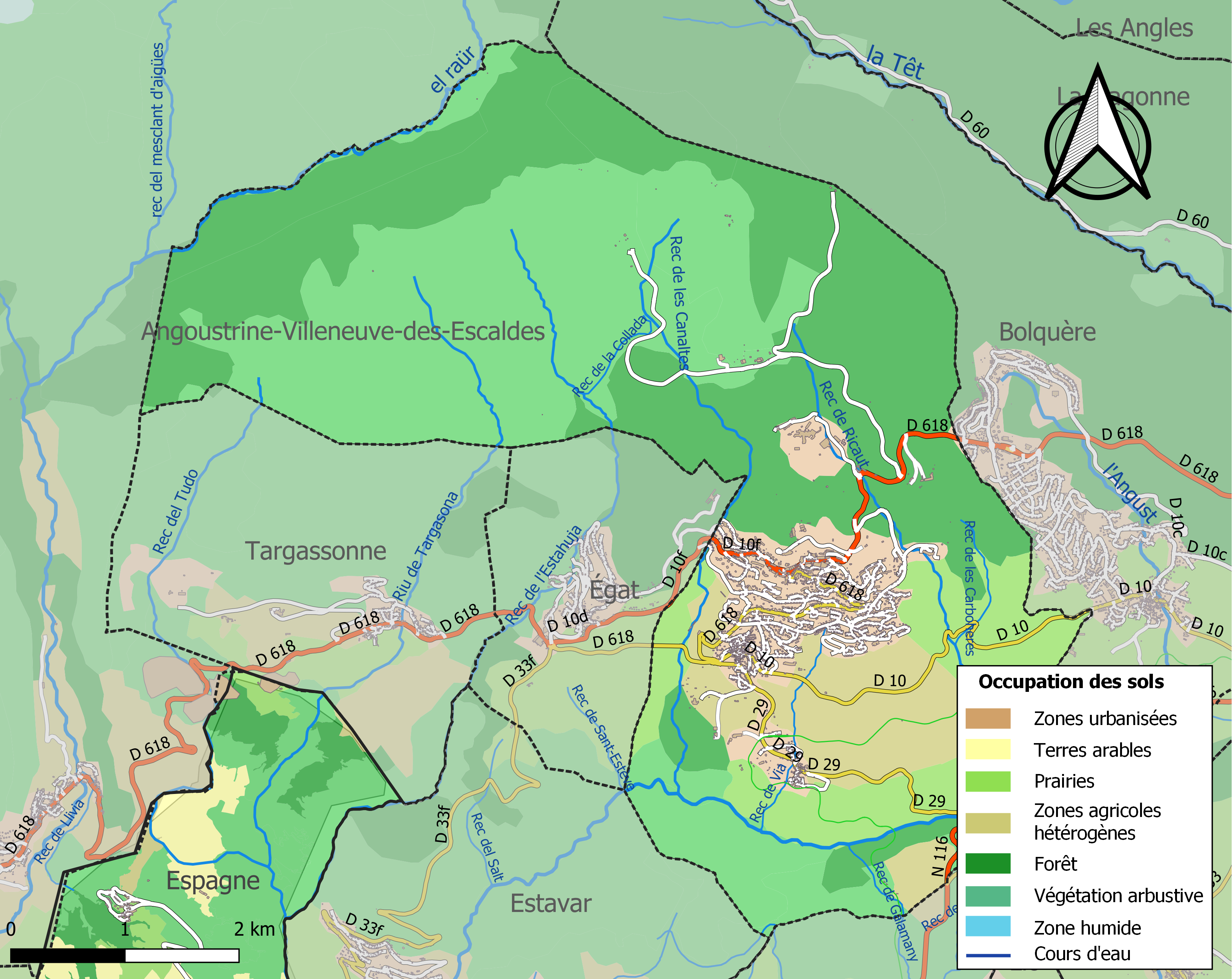
Kaart van de gemeente met de belangrijkste infrastructuur, bodemgebruik en omliggende gemeenten

## Demografie
Onderstaande figuur toont het verloop van het inwonertal (bron: INSEE-tellingen).

## Zonnecentrale

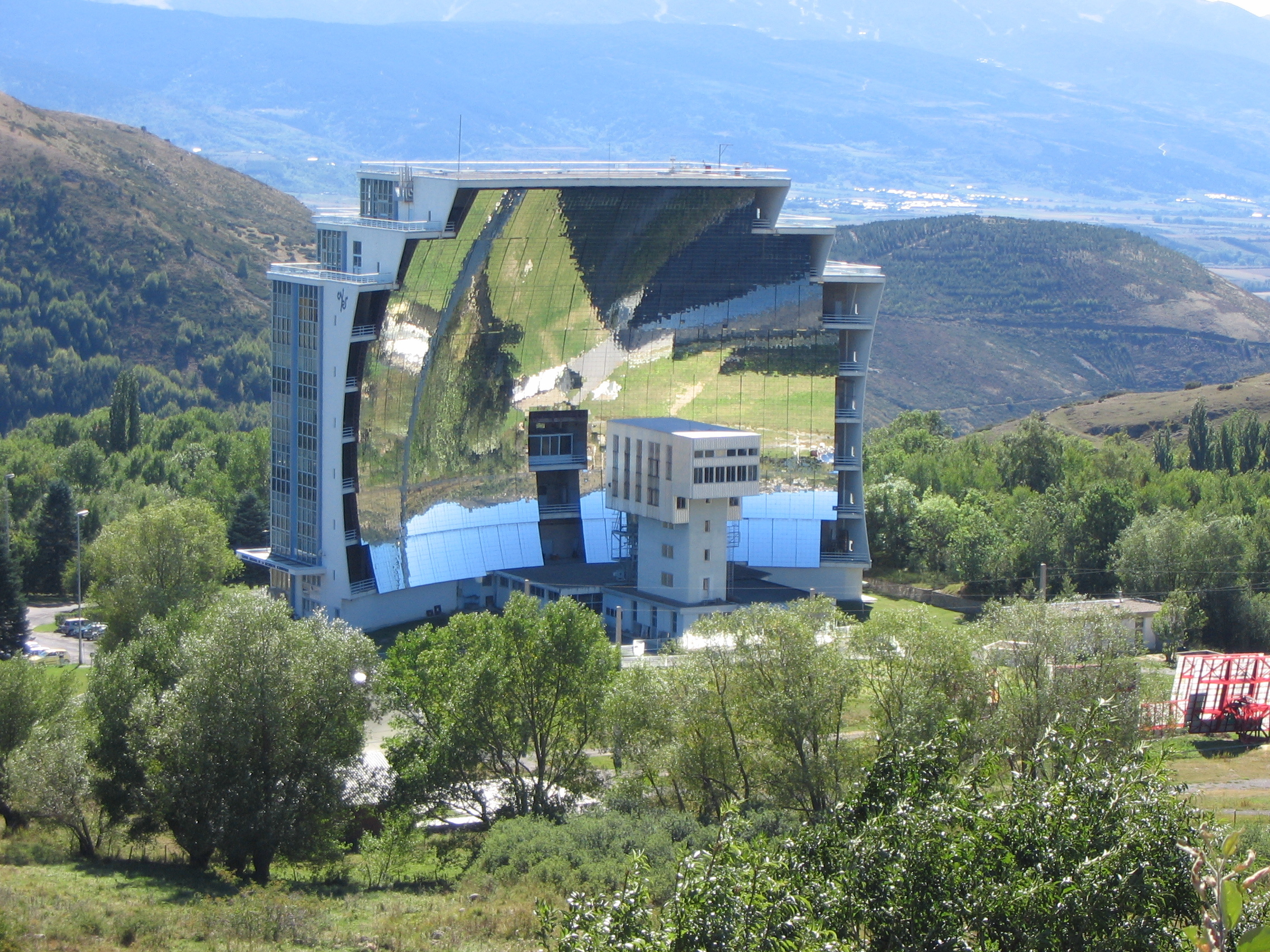
De zonnecentrale

Nabij de plaats staat een thermische zonne-energie complex. Spiegels concentreren de zonnestralen op een punt. De temperatuur op het verzamelpunt kan oplopen tot 3.500°C. Het complex werd in 1970 geopend en wordt vooral benut voor experimenten. Er zijn mogelijkheden de centrale te bezoeken.

## Sport
Font-Romeu-Odeillo-Via geldt als een wintersportoord in de Pyreneeën. Door de hoogte is het bij topsporters ook een populaire plek voor hoogtestages. Het Frans voetbalteam verbleef er voor de WK van 1982. Voor veel sporten herbergt Font-Romeu een Frans Regionaal Trainings Centrum.
In de plaats staat een bekend sport internaat en middelbare school, het College et Lycée Pierre de Coubertin (naar de oprichter van de moderne Olympische Spelen). Dit instituut herbergt naast de vele wintersporters o.a. ook topzwemmers, -ruiters, -rugbyers, -worstelaars, -paraglyders, en -ruiters. Op/naast de campus van de school bevindt zich onder andere een atletiekbaan, een zwembad, een manege, een rugbyveld en een ijshal. Ook is er een golfbaan in de buurt. O.a.Camille Lacourt,    Martin Fourcade en Selma Poutsma zaten hier op school.
Font-Romeu-Odeillo-Via is drie keer etappeplaats geweest in de wielerkoers Ronde van Frankrijk. Daarbij was het twee keer aankomstplaats en dit leverde ritzeges op voor de Belg Lucien van Impe (1973) en Fransman Raymond Delisle (1976).

## Afbeeldingen

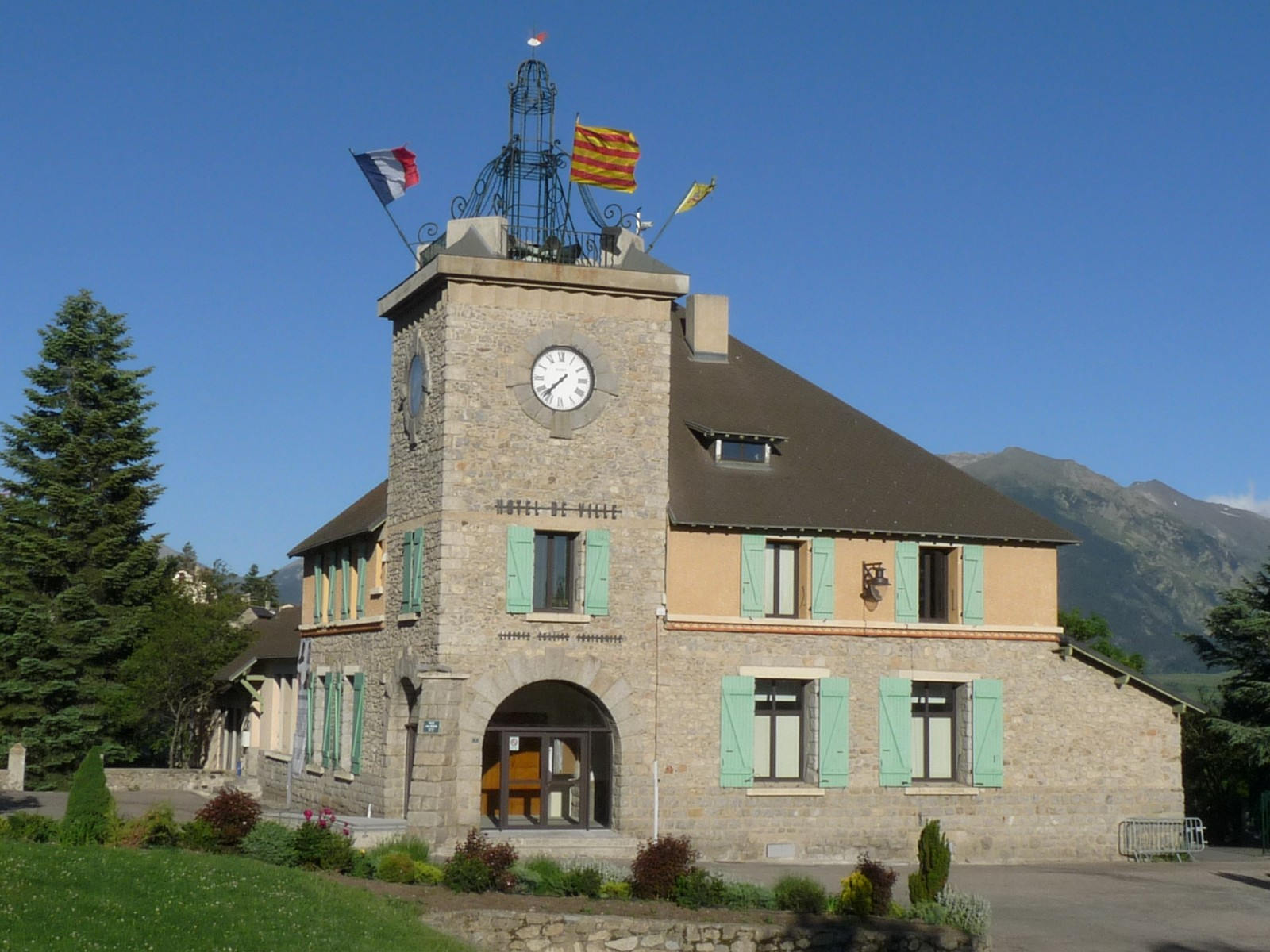
Gemeentehuis
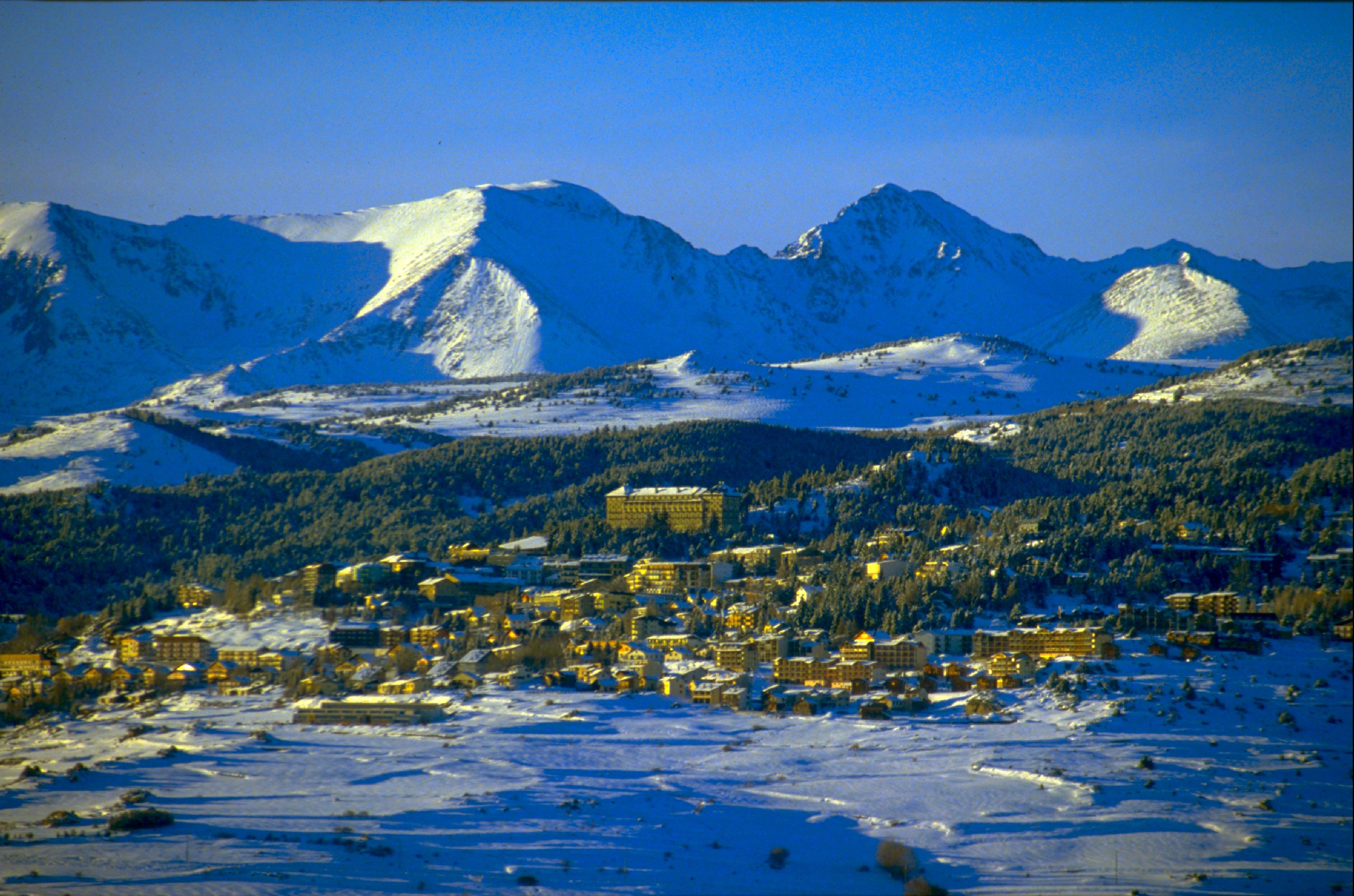
Gezicht op Font-Romeu met op de achtergrond de Pic Carlit
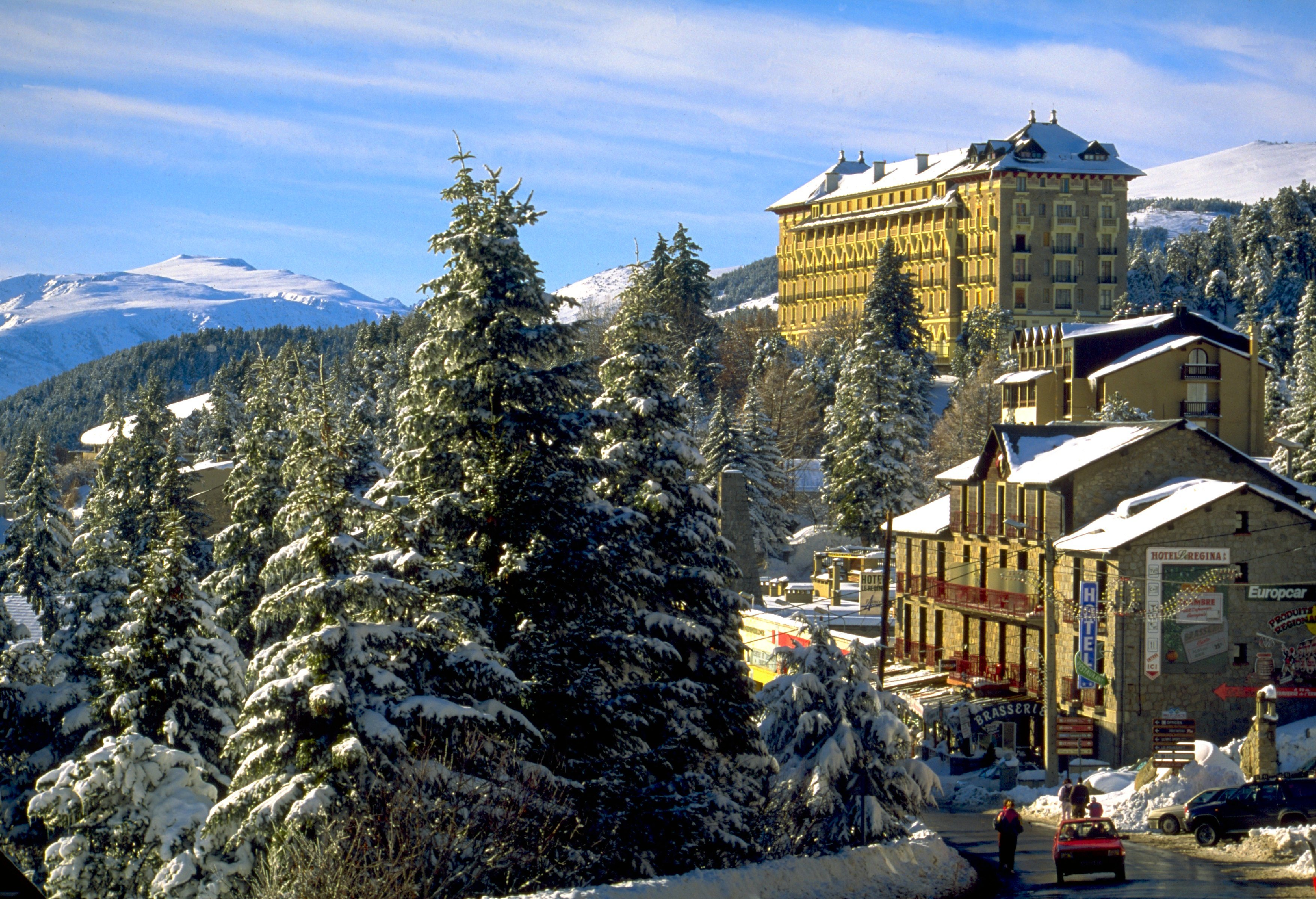
Grand Hotel